# カーライル伯爵
カーライル伯爵（英語: Earl of Carlisle）は、イギリスの伯爵位。イングランド貴族。
3回創設されており、現在の第3期のカーライル伯爵位は1661年にノーフォーク公爵ハワード家の分家にあたるチャールズ・ハワードが叙されたことに始まる。
ノーフォーク公爵ハワード家は代々カトリックであるが、カーライル伯爵ハワード家は代々プロテスタントである。

## 歴史

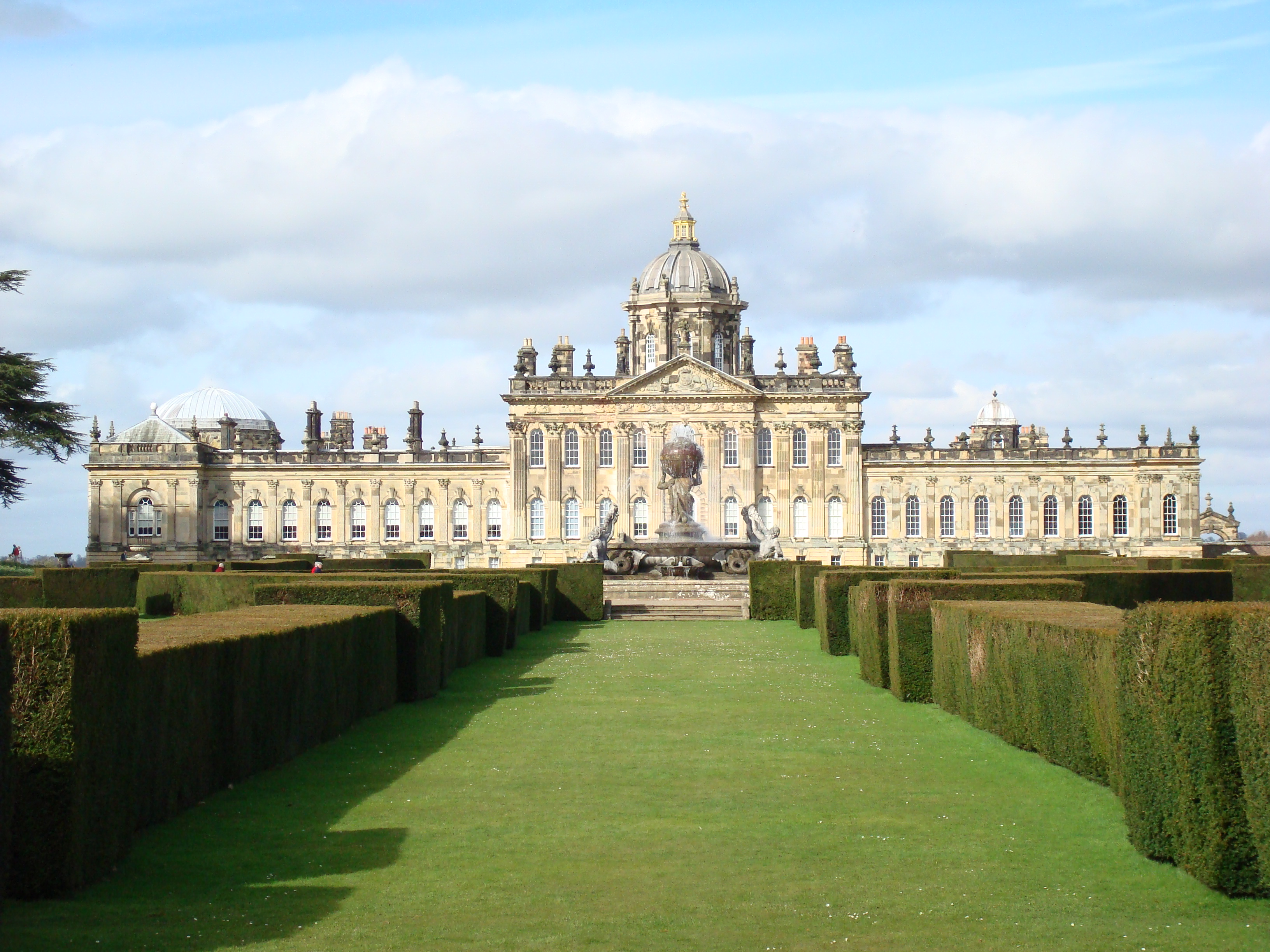
カーライル伯爵（第3期）ハワード家の居城だったヨークシャー・ハワード城。

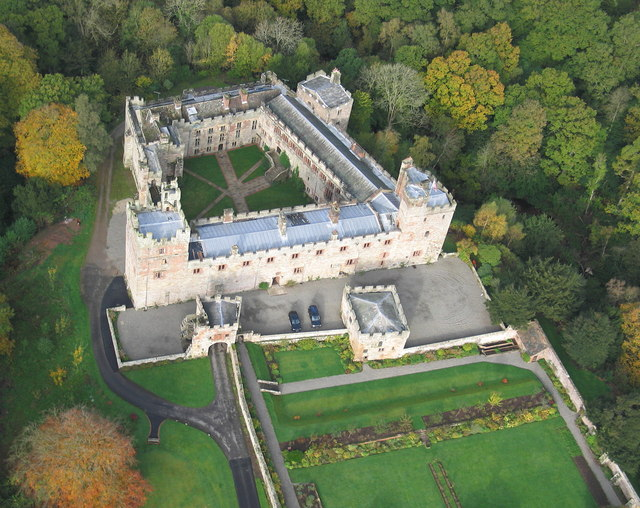
カーライル伯爵（第3期）ハワード家の居城であるネイワース城。

第一期のカーライル伯爵は、1322年に初代ハークレイ男爵アンドリュー・ハークレイ（1270頃-1323）が叙されたのに始まる。彼はすでに1321年にハークレイ卿（Lord Harclay）として議会に召集されていた。しかし1323年に国王エドワード2世に独断でスコットランド王ロバート1世と講和したことを大逆罪として追及され、処刑のうえ爵位剥奪となったので、彼一代で終わった。
第二期のカーライル伯爵は外交官として活躍したジェイムズ・ヘイ（1590頃-1636）が1622年9月13日に叙されたことにはじまる。彼はそれ以前に「ヘイ卿 (Lord Hay)」(1606年6月21日)、「ヨーク州におけるソウリーのヘイ男爵 (Baron Hay, of Sawley in the County of York)」(1615年6月20日)、「ドンカスター子爵 (Viscount Doncaster)」(1618年7月5日)に叙されていた。これらの爵位は初代伯の死後、唯一生存していた息子ジェイムズ・ヘイ（1612-1660）に継承されたが、彼に男子が出来なかったので二代で廃絶した。
第三期のカーライル伯爵位は第4代ノーフォーク公爵トマス・ハワード（1536-1572）の三男ウィリアム・ハワード卿（1563-1640）の曾孫にあたるチャールズ・ハワード（1629-1685）が1661年に「ノーサンバーランド州におけるモーペスのハワード子爵 (Howard of Morpeth, of Morpeth in the County of Northumberland)」や「カンバーランド州におけるギルスランドのデイカー男爵(Baron Dacre of Gillesland, of Gillesland in the County of Cumberland)」とともに叙されたことにはじまる。彼は清教徒革命の際に議会派軍の司令官を務め、イングランド共和国時代はオリバー・クロムウェルの側近だったが、クロムウェルの死後王党派に転じて投獄されていたため、王政復古後に上記の爵位を与えられたのだった。以降カーライル伯爵位は彼の男系男子によって継承されていく。
本家のノーフォーク公爵家がカトリックとして議会から排除され、政界で活躍できなかったのと対照的にプロテスタントのカーライル伯爵家は議会に議席を持ち続け、18世紀から19世紀にかけてホイッグ党政権下で閣僚職を歴任することが多かった。3代伯爵チャールズ（1669-1738）はステュアート朝末期に第一大蔵卿を務めている。5代伯爵フレデリック（1748-1825）は第一通商卿やアイルランド総督、王室家政長官、王璽尚書等を歴任し、アメリカ独立戦争中の1778年6月にはアメリカへの使節団（カーライル和平使節団）の団長も務めた。6代伯爵ジョージ（1773-1848）は木材・森林長官や王璽尚書等を歴任。7代伯爵ジョージ（1802-1864）は木材森林長官やアイルランド総督、ランカスター公領大臣などを歴任している。
第9代伯爵ジョージ（1843-1911）はアマチュアの風景画家としても知られる。
第12代伯爵チャールズ(1923-1994)は母ブリジット(1870-1956)からスコットランド貴族爵位フリーランドのリヴァン卿を継承した。
その息子である第13代カーライル伯爵ジョージ・ハワード(1949-)が2015年現在の当主である。
18世紀初頭に3代伯爵チャールズはサー・ジョン・ヴァンブルー設計でヨークシャーにハワード城を建設した。この邸宅はイギリス貴族の邸宅の中でも最も壮麗な建築物として有名である。同城は代々カーライル伯爵家に相続されたが、第11代伯爵ジョージ・ハワード（1895-1963）の代の1921年には財産分割で同家の所有を離れている。一方デイカー男爵家から継承したカンバーランドのネイワース城はカーライル伯爵家によって現在まで相続されている。土地はカンバーランドを中心に所有しており、1883年の調査では7万8500エーカーという広大な土地を所有していた。

## 現当主の保有爵位
現当主ジョージ・ハワードは以下の爵位を保有している。
- 第13代カーライル伯爵 (13th Earl of Carlisle)
(1661年4月30日の勅許状によるイングランド貴族爵位)
- ノーサンバーランド州におけるモーペスの第13代ハワード子爵 (13th Viscount Howard of Morpeth in the County of Northumberland)
(1661年4月30日の勅許状によるイングランド貴族爵位)
- カンバーランド州におけるギルスランドの第13代デイカー男爵 (13th Baron Dacre of Gillesland in the County of Cumberland)
(1661年4月30日の勅許状によるイングランド貴族爵位)
- フリーランドの第13代リヴァン卿（英語版） (13th Lord Ruthven of Freeland)
(1651年頃の勅許状によるスコットランド貴族爵位)

## カーライル伯爵一覧

### カーライル伯爵 第1期（1322年）
| 肖像 | 爵位の代数 名前 （生没年）                                  | 受爵期間                    |
| ---- | ----------------------------------------------------------- | --------------------------- |
|      | 初代カーライル伯爵 アンドリュー・ハークレイ （1270頃-1323） | 1322年3月25日- 1323年3月3日 |

### カーライル伯爵 第2期（1622年）
| 肖像 | 爵位の代数 名前 （生没年）                          | 受爵期間                      |
| ---- | --------------------------------------------------- | ----------------------------- |
|      | 初代カーライル伯爵 ジェイムズ・ヘイ （1590頃-1636） | 1622年9月13日- 1636年4月25日  |
|      | 第2代カーライル伯爵 ジェイムズ・ヘイ （1612-1660）  | 1636年4月25日- 1660年10月30日 |

### カーライル伯爵 第3期（1661年）
| 肖像 | 爵位の代数 名前 （生没年）                                                      | 受爵期間                      | 続柄                             |
| ---- | ------------------------------------------------------------------------------- | ----------------------------- | -------------------------------- |
|      | 初代カーライル伯爵 チャールズ・ハワード （1629-1685）                           | 1661年4月30日- 1685年2月24日  | 4代ノーフォーク公の玄孫          |
|      | 第2代カーライル伯爵 エドワード・ハワード （1646-1692）                          | 1685年2月24日- 1692年4月23日  | 初代伯の長男                     |
|      | 第3代カーライル伯爵 チャールズ・ハワード （1669-1738）                          | 1692年4月23日- 1738年5月1日   | 2代伯の長男                      |
|      | 第4代カーライル伯爵 ヘンリー・ハワード （1694-1758）                            | 1738年5月1日- 1758年9月3日    | 3代伯の長男                      |
|      | 第5代カーライル伯爵 フレデリック・ハワード （1748-1825）                        | 1758年9月3日- 1825年9月4日    | 4代伯の四男                      |
|      | 第6代カーライル伯爵 ジョージ・ハワード （1773-1848）                            | 1825年9月4日- 1848年10月7日   | 5代伯の長男                      |
|      | 第7代カーライル伯爵 ジョージ・ウィリアム・フレデリック・ハワード （1802-1864）  | 1848年10月7日- 1864年12月5日  | 6代伯の長男                      |
|      | 第8代カーライル伯爵 ウィリアム・ジョージ・ハワード （1808-1889）                | 1864年12月5日- 1889年3月29日  | 先代の弟 6代伯の三男             |
|      | 第9代カーライル伯爵 ジョージ・ジェイムズ・ハワード （1843-1911）                | 1889年3月29日- 1911年4月16日  | 先代の甥チャールズの子 6代伯の孫 |
|      | 第10代カーライル伯爵 チャールズ・ジェイムズ・スタンリー・ハワード （1867-1912） | 1911年4月16日- 1912年1月20日  | 9代伯の長男                      |
|      | 第11代カーライル伯爵 ジョージ・ジョスリン・レストレンジ・ハワード （1895-1963） | 1912年1月20日- 1963年2月17日  | 10代伯の長男                     |
|      | 第12代カーライル伯爵 チャールズ・ジェイムズ・ラスヴェン・ハワード （1923-1994） | 1963年2月17日- 1994年11月28日 | 11代伯の長男                     |
|      | 第13代カーライル伯爵 ジョージ・ウィリアム・ボーモント・ハワード （1949-）       | 1994年11月28日- 受爵中        | 12代伯の長男                     |

法定推定相続人はいない。推定相続人は現当主の弟フィリップ・チャールズ・ウェントワース・ハワード(1963-)